# Pattada

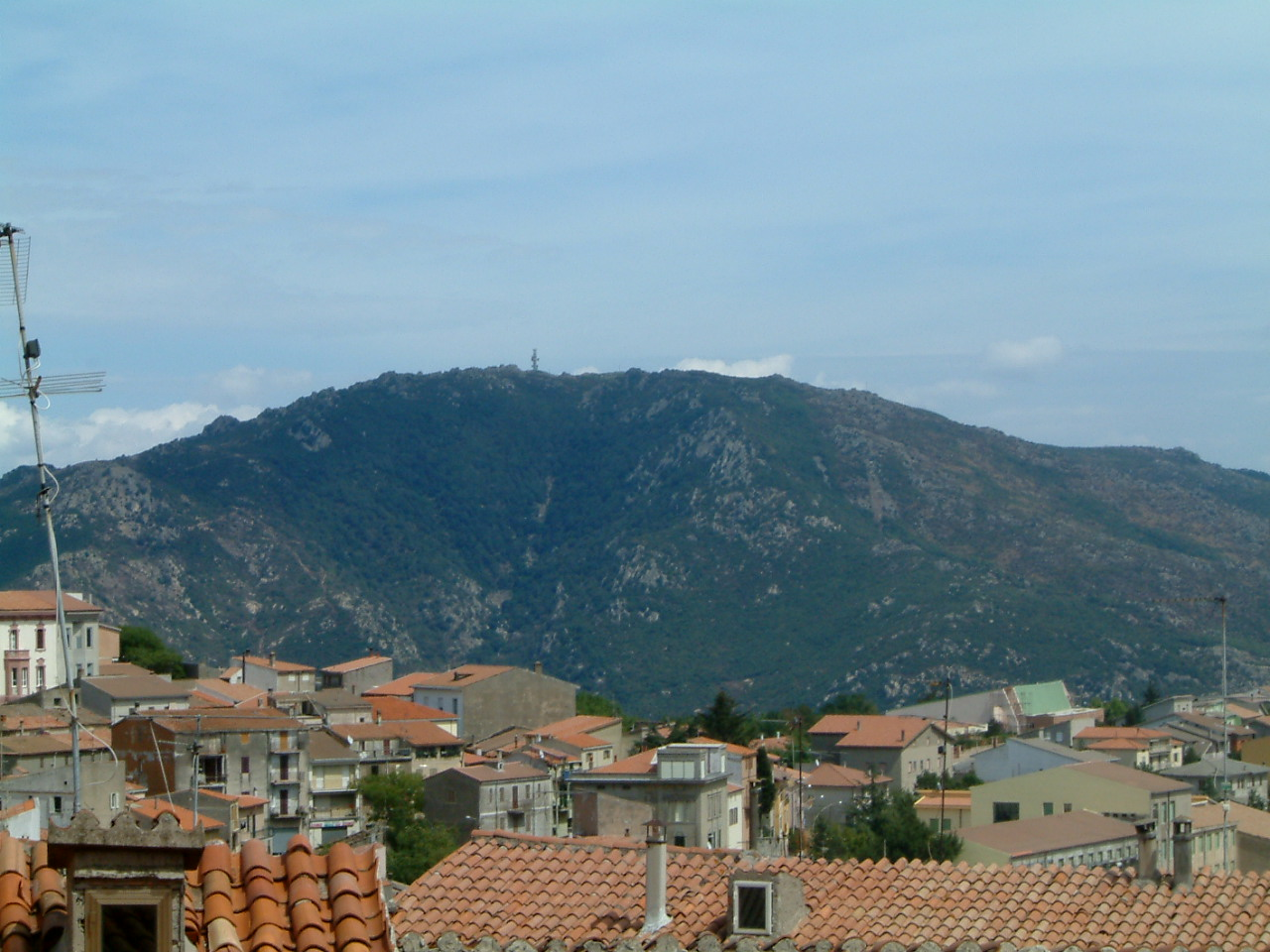

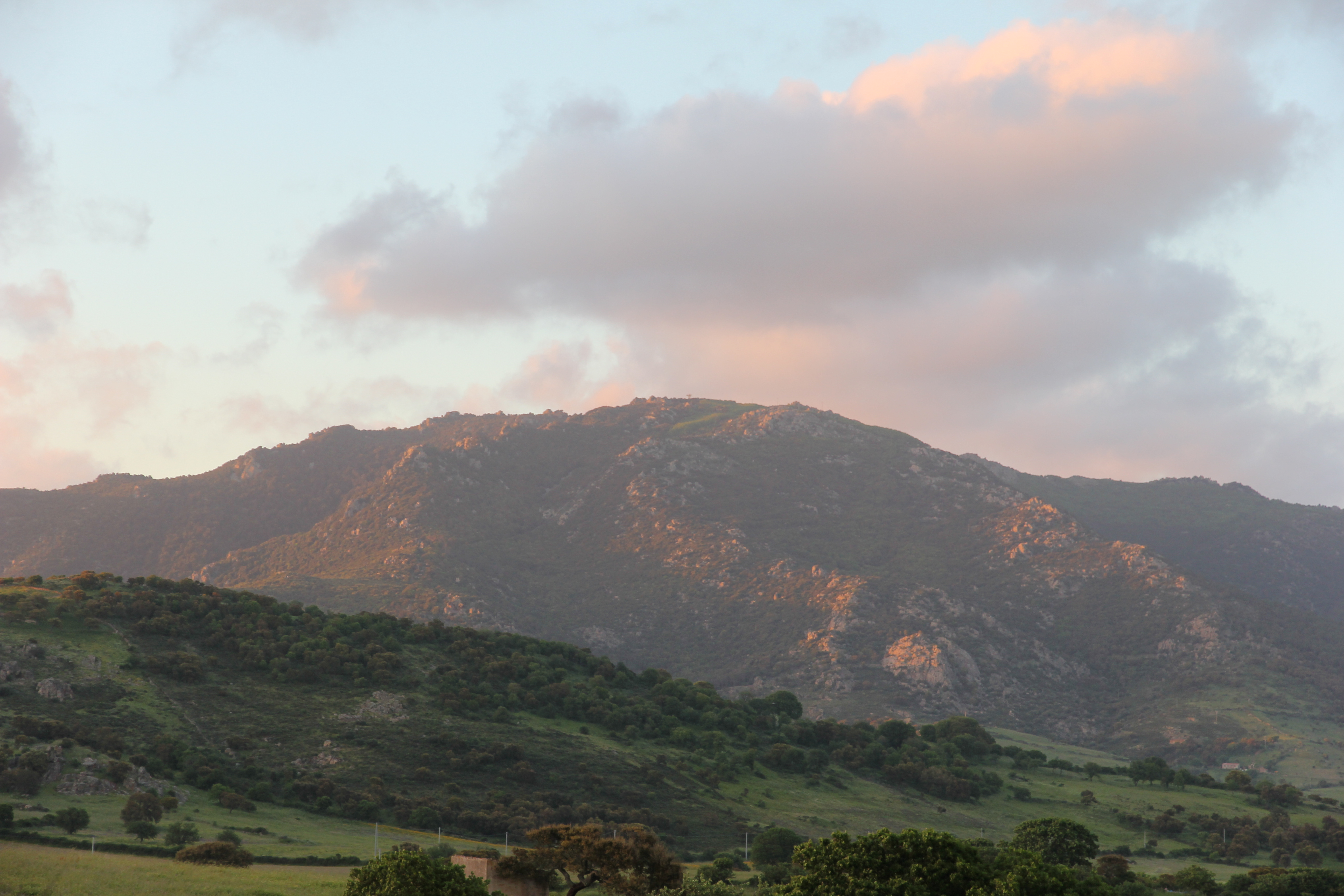

Pattada (en sardo logudorés Patàda, en sardo barbaricino Pathàda), es una localidad italiana de la provincia de Sassari, región de Cerdeña, perteneciente al antiguo territorio de Logudoro y más precisamente a la subregión Monteacuto, con 3.334 habitantes.
El pueblo, cuya área municipal en algunos lugares supera los 1000 m sobre el nivel del mar, es el más alto en la provincia de Sassari, en Cerdeña, y uno de los primeros, con sus 828 metros sobre el nivel del mar de la colina de San Gavino.
inmerso en las bellezas natural de la región de Monteacuto, a 3 km del pueblo se encuentra el lago Lerno, fuente de agua para muchos pueblos vecinos. Toma su nombre de la montaña próxima, Monte Lerno, que con sus 1094 m sobre el nivel del mar es el punto más alto del municipio. Aquí hemos tratado de preservar el medio ambiente y, por tanto, la flora y la fauna.
Otro pico presente en Pattada es el cerro de San Gavino, desde donde se pueden dominar los vastos territorios del Sassari, Gallura y una buena parte de Barbagia.

## Fauna y flora
Después de un progresivo despoblamiento, los bosques del Monte Lerno y en todo el territorio pattadés hay un número alto de especies raras de fauna: el ciervo sardo y muflón se repoblando poco a poco, y también no es difícil ver ejemplares de jabalíes y liebres. El águila real, el halcón, el halcón, el gavilán o el azor están a menudo presentes en los cielos de esta zona. En cuanto a la flora son particularmente presente el acebo y la tarifa. De hecho, todo el territorio tuvo en el pasado una vegetación más exuberante (encina), que fue devastada por los incendios y la deforestación. Existen solo ciertas partes de interés natural, sin embargo, muy grande.

## Artesanías
Pattada es conocida por la producción de navajas sardas, llamadas resolza. Hay numerosos talleres de cuchillería, donde los artesanos producen estas navajas. También se producen cuchillos de hoja fija, similares a los empleados por los pastores. La mayoría de cuchillos producidos en Pattada tienen mangos hechos de cuerno de carnero.
Algunos luthieres pattadeses se han hecho conocidos gracias a sus violines.

## Demografía
| Gráfica de evolución demográfica de Pattada entre 1861 y 2001 |
|                                                               |
| Fuente ISTAT - elaboración gráfica de Wikipedia               |